# Mistrzostwa Świata w Łyżwiarstwie Szybkim w Wieloboju 1903
11. mistrzostwa świata w łyżwiarstwie szybkim w wieloboju odbyły się w dniach 20–21 marca 1903 roku w stolicy Imperium Rosyjskiego – Petersburgu. Zawodnicy startowali na naturalnym lodowisku. W zawodach wzięli udział tylko mężczyźni. Zawodnicy startowali na czterech dystansach: 500 m, 1500 m, 5000 m, 10000 m. Mistrzem zostawał zawodnik, który wygrywał trzy z czterech dystansów. Ponieważ ta sztuka nie udała się żadnemu łyżwiarzowi, więc zwycięzcy nie wyłoniono. Srebrnych i brązowych medali nie przyznawano. Miejsca zawodników są nieoficjalne.

## Uczestnicy
W zawodach wzięło udział 15 łyżwiarzy z 4 krajów. Sklasyfikowanych zostało 6.
| Państwa biorące udział w mistrzostwach | Państwa biorące udział w mistrzostwach | Państwa biorące udział w mistrzostwach | Państwa biorące udział w mistrzostwach |
| -------------------------------------- | -------------------------------------- | -------------------------------------- | -------------------------------------- |
| Imperium Rosyjskie                     | Norwegia                               | Szwecja                                | Węgry                                  |

## Wyniki
- DNF – nie ukończył, DNS – nie wystartował

| Pozycja | Zawodnik              | Kraj               | 500 m      | 5000 m        | 1500 m       | 10000 m      |
| ------- | --------------------- | ------------------ | ---------- | ------------- | ------------ | ------------ |
| (1.)    | Johan Schwartz        | Norwegia           | 50.0 (2.)  | 10:15.2 (3.)  | 2:59.0 (1.)  | 22:47.6 (3.) |
| (2.)    | Theodor Bønsnæs       | Norwegia           | 50.6 (4.)  | 10:08.4 (2.)  | 3:04.4 (5.)  | 22:15.0 (1.) |
| (3.)    | Sigurd Mathisen       | Norwegia           | 51.2 (5.)  | 10:23.0 (6.)  | 3:02.4 (4.)  | 22:43.4 (2.) |
| (4.)    | Grigorij Kisielew     | Imperium Rosyjskie | 52.6 (9.)  | 10:08.0 (1.)  | 3:12.6 (11.) | 22:48.2 (4.) |
| (5.)    | Konrad Liljeberg      | Imperium Rosyjskie | 55.0 (13.) | 10:20.0 (5.)  | 3:10.6 (10.) | 23:51.8 (6.) |
| (6.)    | Siergiej Grigorjew    | Imperium Rosyjskie | 53.2 (10.) | 10:33.2 (8.)  | 3:17.0 (13.) | 24:29.0 (7.) |
| DNF     | Franz Wathén          | Imperium Rosyjskie | 49.4 (1.)  | 10:17.0 (4.)  | 3:01.0 (2.)  | DNF          |
| DNS     | Johan Vikander        | Imperium Rosyjskie | 51.4 (7.)  | 10:34.0 (9.)  | 3:04.6 (6.)  | 59:59.9 !    |
| DNF     | Miltiades Manno       | Węgry              | 50.4 (3.)  | DNF           | 3:05.6 (7.)  | 59:59.9 !    |
| DNS     | Toivo Tillander       | Imperium Rosyjskie | 51.2 (5.)  | 10:36.8 (10.) | 3:02.2 (3.)  | 59:59.9 !    |
| DNS     | Theodor Baltscheffski | Imperium Rosyjskie | 53.6 (11.) | 11:33.6 (13.) | 3:19.8 (14.) | 59:59.9 !    |
| DNS     | Jussi Wiinikainen     | Imperium Rosyjskie | 52.0 (8.)  | 10:52.6 (12.) | 3:09.0 (9.)  | 59:59.9 !    |
| DNS     | Gösta Hägg            | Imperium Rosyjskie | 54.0 (12.) | 10:25.8 (7.)  | 3:07.6 (8.)  | 59:59.9 !    |
| DNF     | Erik Thour            | Szwecja            | 55.4 (14.) | 10:46.0 (11.) | 59:59.9 !    | 23:05.8 (5.) |
| DNS     | Fiodor Żakin          | Imperium Rosyjskie | 59.9 !     | 59:59.9 !     | 3:15.8 (12.) | 59:59.9 !    |